# 三友館
三友館（さんゆうかん、1907年 開業 - 1944年 廃業）は、かつて存在した日本の映画館である。「浅草オペラ」の時代（1917年 - 1923年）には、オペラを興行した。

## 略歴・概要
1907年（明治40年）、東京市浅草区公園六区四号地の北東角地（現在の東京都台東区浅草1丁目43番12号）に、映画会社・吉沢商店（現在の日活の前身の一社）が建設し、開業した。同地は、1884年（明治17年）、浅草公園六区が区画整理され、「開進館勧工場」が開かれていた地である。
1912年（大正元年）9月10日、吉沢商店が、M・パテー商会、福宝堂、横田商会と4社合併で「日本活動写真株式会社」（日活）となり、日活製作作品のフラッグシップ館となった。同年10月15日公開の『捨小舟』が、同館をフラッグシップとした日活最初の公開作品であった。
1917年（大正6年）1月22日、常盤座が「歌舞劇協会」のオペラ『女軍出征』を上演、大ヒットすると、みくに座、観音劇場とともに、オペラの上演を開始した。その間も日活作品を公開した。
1927年（昭和2年）5月1日公開の村田実監督の『椿姫』、中山呑海監督の『妾の勇者』をもって、日活との契約は終了、同年7月22日には、市川右太衛門プロダクション製作、河合映画製作社配給の古海卓二監督の『野獣 前後篇』を封切り公開し、同年9月23日に、石田民三監督の『愛闘』を公開以来、定期的に東亜キネマ京都撮影所作品をフラッグシップとして上映し始めた。1930年（昭和5年）1月15日公開の石田民三監督の『女来也 前篇』を最後に、フラッグシップを解かれる。
1934年（昭和9年）4月19日、倉田文人監督の『晴れたて二人で』の公開以降、日活京都撮影所作品を年内6本公開する。翌年以降、いずれの日本映画配給系統のフラッグシップになることはなかった。この後、小林喜三郎の手に渡り、彼が興した三葉興行（現・三葉ホールディングス）の経営となる。
1944年（昭和19年）、強制疎開で取り壊される。
1945年（昭和20年）8月15日、第二次世界大戦が終了、三友館の支配人を務めていた松倉宇七が跡地を取得し、6年後の1951年（昭和26年）同地にストリップ劇場「フランス座」を開業した。

## 他地域の三友館
- 札幌三友館（札幌市中央区。現在の札幌東宝プラザ）

## 註
1. 1 2  「MEIJI TAISHO 1868 - 1926: SHOWCASE」サイト内の記事「浅草公園第六区 日本パノラマ館を望む」の記述を参照。
2. ↑  日本映画データベース内の記事「1912年 公開作品一覧 401作品」の記述を参照。
3. ↑  日本映画データベース内の記事「1927年 公開作品一覧 668作品」の記述を参照。

## 関連事項
- 浅草フランス座演芸場東洋館
- 浅草演芸ホール